# آکوو
آکوو (به فرانسوی: Ascoux) یک کمون در فرانسه است که در لوآره واقع شده‌است. آکوو ۶٫۷۵ کیلومتر مربع مساحت دارد.